# Сероцкая наступательная операция
Сероцкая наступательная операция — фронтовая наступательная операция войск 1-го Белорусского фронта в ходе Великой Отечественной войны, проведённая 30 августа – 2 ноября 1944 года. В ходе операции был захвачен и удержан крупный плацдарм в районе городов Пултуск и Сероцк, ставший исходным рубежом для наступления Красной Армии в Восточно-Прусской операции в январе 1945 года.

## Военно-оперативная ситуация
На завершающем этапе Белорусской стратегической наступательной операции войска 65-й армии (командующий генерал-лейтенант П. И. Батов), действовавшей на правом крыле 1-го Белорусского фронта (командующий Маршал Советского Союза К. К. Рокоссовский) вели наступательные действия в районе тогдашней советско-польской границы (восточные районы бывшей Белостокской области), на расстоянии 25-30 километров восточнее рубежа реки Нарев. 

## Планы сторон
Захвату плацдармов на Нареве советское командование придавало огромное значение, как исходным рубежам для вторжения в Восточную Пруссию. Первые директивы о выполнении этой задачи были отданы Ставкой Верховного Главнокомандования командующим войсками обеих фронтов ещё 28 июля 1944 года. Но упорное сопротивление вермахта и перенос тяжести сражения 1-го Белорусского фронта на Варшавское направление отсрочили выполнение этой задачи. Только 22 августа 1944 года командующий войсками 1-го Белорусского фронта К. К. Рокоссовский подписал директиву о наступлении на рубеж реки Нарев и захвате плацдармов на западном берегу. 
29 августа Ставка Верховного Главнокомандования обязала 1-й и 2-й Белорусский фронты перейти к жёсткой обороне и срочно привести войска в порядок, а правому крылу 1-го Белорусского фронта – продолжить наступление и к 4-5 сентября выйти на рубеж реки Нарев в районах Пултуск – Сероцк — Остроленка, захватить плацдармы на западном берегу, где также перейти к жёсткой обороне. Такая же задача ставилась правофланговой армии 1-го Белорусского фронта (48-я армия) и левому крылу 2-го Белорусского фронта (3-я армия и 49-я армия генерал-лейтенанта И. Т. Гришина). С момента начала выполнения этих задач 30 августа, Белорусская операция считается оконченной, а Сероцкая операция – начавшейся. Координацию и общее руководство действиями 1-го и 2-го Белорусских фронтов осуществлял Маршал Советского Союза Г. К. Жуков.
Оборону занимали части немецкой 2-й армии (генерал-полковник Вальтер Вайс) из состава группы армий «Центр» (генерал-полковник Георг Рейнгардт). Немецкое командование стремилось измотать Красную Армию на подступах к Нареву, в течение выигранного времени завершить сооружение оборонительного рубежа по Нареву и не допустить его форсирования. Рубеж обороны по Нареву был в высокой степени готовности в 2 полосы обороны по 3 линии траншей в каждой, усилен бетонными огневыми точками и минными полями. Но он не был занят войсками, его планировалось занять отходящими частями. Поэтому К. К. Рокоссовский поставил задачу: выйти к Нареву раньше отходящих немецких войск.

## Начало операции и захват плацдарма
Фактически 65-я армия перешла в наступление с целью захвата плацдармов на Нареве 27 августа. К этому времени линия фронта находилась от реки примерно в 90-100 километрах. Для выполнения задачи был сформирован мощный передовой отряд пехоты на бронетранспортёрах и грузовиках, усиленный лёгкой артиллерией и миномётами. Ему была поставлена задача в обход населённых пунктов просёлочными дорогами прорваться к реке Нарев и обеспечить ввод в бой 1-го гвардейского танкового корпуса генерал-майора танковых войск М. Ф. Панова. Во главе отряда был поставлен командир 105-го стрелкового корпуса генерал-майор Д. Ф. Алексеев.
5 сентября этот отряд прорвал с боем немецкую промежуточную полосу обороны по реке Западный Буг, отразил за сутки 8 контратак, продвинулся до 4 километров. 4 сентября в бой был введен 1-й гвардейский танковый корпус. Параллельно наступали передовые отряды 18-го стрелкового корпуса. После суточного стремительного марша с боями на рассвете 5 сентября танкисты генерала Панова вышли к Нареву и попытались захватить переправы. Однако переправы были взорваны немцами сразу же при появлении советских танков вместе с бегущими по ним своими же войсками. Не упуская момента, генерал Панов приказал немедленно форсировать Нарев на подручных средствах силами 1-й гвардейской мотострелковой бригады, на наспех сколоченных плотах переправляя пулемёты и миномёты, а все танки и САУ развернул вдоль берега реки для артиллерийской поддержки.
Благодаря таким стремительным действиям к 9 часам утра севернее города Сероцк Нарев был форсирован и тем создан Сероцкий плацдарм, первоначально в 700 метров по фронту и на 500 метров в глубину. В течение дня к реке выходили передовые части 65-й армии (44-я гвардейская и 354-я стрелковая дивизии), которые также немедленно переправлялись на западный берег и вступали в бой. К исходу 5 сентября Сероцкий плацдарм был уже расширен от Пултуска до Сероцка (8 километров по фронту и до 3 километров в глубину. Немецкое командование немедленно попыталось ликвидировать плацдарм, бросая в контратаки первые попавшиеся части, но их поспешные атаки по мере подхода, «с колёс», успеха не имели и отражались, несмотря на активную поддержку атакующих немецкой авиацией. Ввод в бой в конце дня немецкой 5-й егерской дивизии также не дал результата. Занять рубеж оборону по Нареву отходящими войсками командование 2-й немецкой армии не сумело.
К исходу 6 сентября на плацдарме действовала уже вся 65-я армия (за исключением тыловых частей). Немцы тоже подтягивали силы, введя в бой 542-ю и 252-ю пехотные дивизии. В этот день немецким войскам удалось местами оттеснить советские части на ряде участков почти до самого Нарева, но через несколько часов противник был отброшен на исходный рубеж. В непрерывных тяжелых боях к 8 сентября плацдарм был расширен до 15 километров по фронту и до 10 километров в глубину, а 9 сентября — до 25 километров по фронту и до 18 километров в глубину. Задача Ставки Верховного Главнокомандования была выполнена полностью, был создан крупный плацдарм, имеющий стратегически важное значение. С 9 сентября активные боевые действия на плацдарме прекратились. Одновременно с сражением на плацдарме на восточном берегу Нарева 28-я и 70-я армии ликвидировали остатки немецких войск на восточном берегу Нарева. На протяжении всего сражения наступающие советские войска активно поддерживала 16-я воздушная армия. Севернее, в районе города Ружан, войска 48-й армии также успешно 4 сентября форсировали Нарев и создали Ружанский плацдарм.  

## Октябрьское сражение на плацдарме
Немецкое командование не смирилось с сложившейся ситуацией и предприняло попытку взять реванш. Целью удара был выбран Сероцкий плацдарм, как наиболее крупный и опасный для немцев. Временно приостановив активные боевые действия и закрепившись, оно скрытно сосредоточило ударную группировку в составе 3-х пехотных дивизий, 3-х танковых дивизий (3-я танковая дивизия, 25-я танковая дивизия, 5-я танковая дивизия СС «Викинг»), отдельной танковой бригады. В её составе насчитывалось около 34 000 солдат и офицеров, около 400 танков и штурмовых орудий, свыше 1 000 артиллерийских орудий. Подготовка контрнаступления была произведена с большим мастерством: танки были скрытно развёрнуты для атаки и замаскированы на рубежах до 10 километров от переднего края, артиллерия непосредственно перед атакой пристрелку целей не производила. В итоге немецкое наступление стало полной неожиданностью для советского командования. 
После мощной артиллерийской подготовки на рассвете 4 октября немецкие войска перешли в наступление. Достаточно многочисленная советская артиллерия и ввод в бой всех танковых сил не позволяли немцам рассечь оборону, но удержать первые линии траншей советские части тоже не смогли. Сражение достигло высочайшей ожесточенности, советские пехота и артиллерия получили приказ «Стоять насмерть!». Немецкое командование активно маневрировало, перенося главные удары на те участки, где удавалось достигнуть успеха и упорно продавливало советскую оборону. Советские войска сочетали упорную оборону с контратаками по флангам ударных группировок. В второй половине дня 4 октября на плацдарм срочно прибыли представитель Ставки Верховного Главнокомандующего Маршал Советского Союза Г. К. Жуков, командующий фронтом Маршал Советского Союза К. К. Рокоссовский и все командующие родами войск фронта. В тот же день командующему армией П. И. Батову звонил Верховный Главнокомандующий И. В. Сталин, потребовавший от него удержать плацдарм, а от командующего фронтом — срочно оказать помощь.  Командованию 65-й армии были переданы несколько артиллерийских полков для стрельбы по танкам прямой наводкой, а на восточном берегу Нарева в дополнение к уже имеющимся силам развёрнуты большие силы артиллерии Резерва Главного Командования для артподдержки обороняющихся войск. 
В последующие дня ожесточенное сражение продолжалось. Немецкое командование даже применяло ночные массированные танковые атаки, что было для него редкостью. К 10 октября немцам удалось оттеснить советские части на 8-10 километров, создать угрозу окончательной ликвидации плацдарма и начать артиллерийский обстрел переправ. Обороняющиеся части удерживали полосу вдоль Нарева глубиной от 3 до 7 километров. Для помощи войскам на Сероцком плацдарме 10 октября перешли в наступление войска 2-го Белорусского фронта на Ружанском плацдарме. Немецкое командование оказалось вынуждено перебросить туда часть наиболее боеспособных войск. Потери в оставшихся ударных частях к тому времени были настолько велики (по советским данным — до 20 000 солдат убитыми и ранеными, 372 танка и штурмовых орудия, 32 бронетранспортёра), что от дальнейшего наступления оно было вынуждено отказаться. 12 октября немецкое наступление было прекращено.
С целью ликвидации угрозы Сероцкому плацдарму на него были срочно переброшены 8-й гвардейский танковый корпус (гвардии генерал-лейтенант танковых войск А. Ф. Попов) и 47-й стрелковый корпус (генерал-майор Д. И. Кислицын), а затем началась переброска войск 70-й армии (генерал-полковник В. С. Попов). Были пополнены поредевшие части 65-й армии.
19 октября 1944 года войска 65-й и 70-й армий перешли в контрнаступление, имея задачей вернуть утраченные рубежи и соединиться с войсками на Ружанском плацдарме, объединив оба плацдарма в один. 20 октября штурмом был взят Сероцк. Обе эти задачи решить не удалось, но к 26 октября удалось оттеснить немецкие войска по всей линии фронта на 3-5 километров и ликвидировать угрозу переправам. Глубина плацдарма составляла теперь до 12 километров. В этот день обе стороны перешли к окончательной обороне и приступили к укреплению своих позиций и подготовке к дальнейшим действиям.

## Итоги операции
В ходе операции Красной Армией был захвачен, удержан и значительно расширен Сероцкий плацдарм. Он имел важное стратегическое значение — именно с него войска 2-го Белорусского фронта нанесли главный удар в Восточную Пруссию в ходе Млавско-Эльбингской операции в январе 1945 года.
Потери советских войск на плацдарме составили 23 090 человек — безвозвратные, 78 355 человек — санитарные.
Данных немецкой стороны о потерях своих войск в этой операции не обнаружено. По данным советского командования, за сентябрь 1944 года войсками 65-й армии убито и ранено 6 625 солдат и офицеров противника, пленено 477 человек за октябрь 1944 года войсками 65-й армии убито и ранено до 23 130 солдат и офицеров противника, взято в плен 463 человека. Итого: 29 755 убитых и раненых, 940 пленных. Данные о потерях врага по иным частям, а также по 65-й армии за 30-31 августа и за 1-2 ноября 1944 года, вычленить из общего нанесённого ущерба не представляется возможным.  